# 印西市立原小学校
印西市立原小学校（いんざいしりつ はらしょうがっこう）は、千葉県印西市原三丁目にある公立小学校である。

## 概要
印西市の中部、千葉ニュータウンに位置する。

## 沿革
- 1996年（平成8年）4月5日 - 開校[1]。

## 学区
印西市原一丁目、原二丁目、原三丁目、原四丁目、東の原一丁目、東の原二丁目、東の原三丁目、牧の原一丁目、牧の原二丁目、牧の原三丁目、牧の原四丁目、牧の原五丁目、牧の原六丁目、牧の台一丁目の全部の区域及び草深の一部の区域

## 進学
- 印西市立西の原中学校
- 印西市立滝野中学校